# Камарес (стиль)

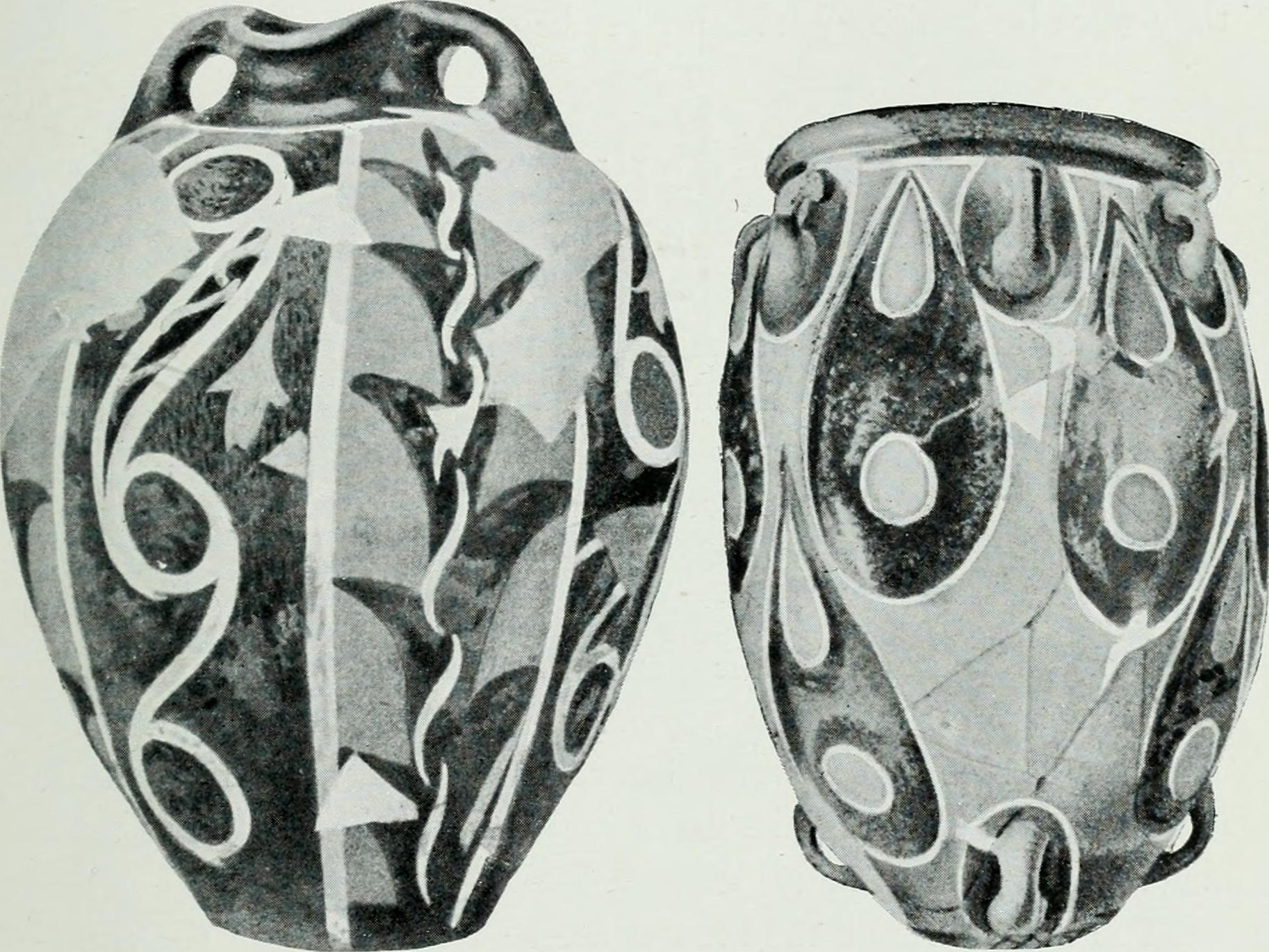
Вазы «камарес»

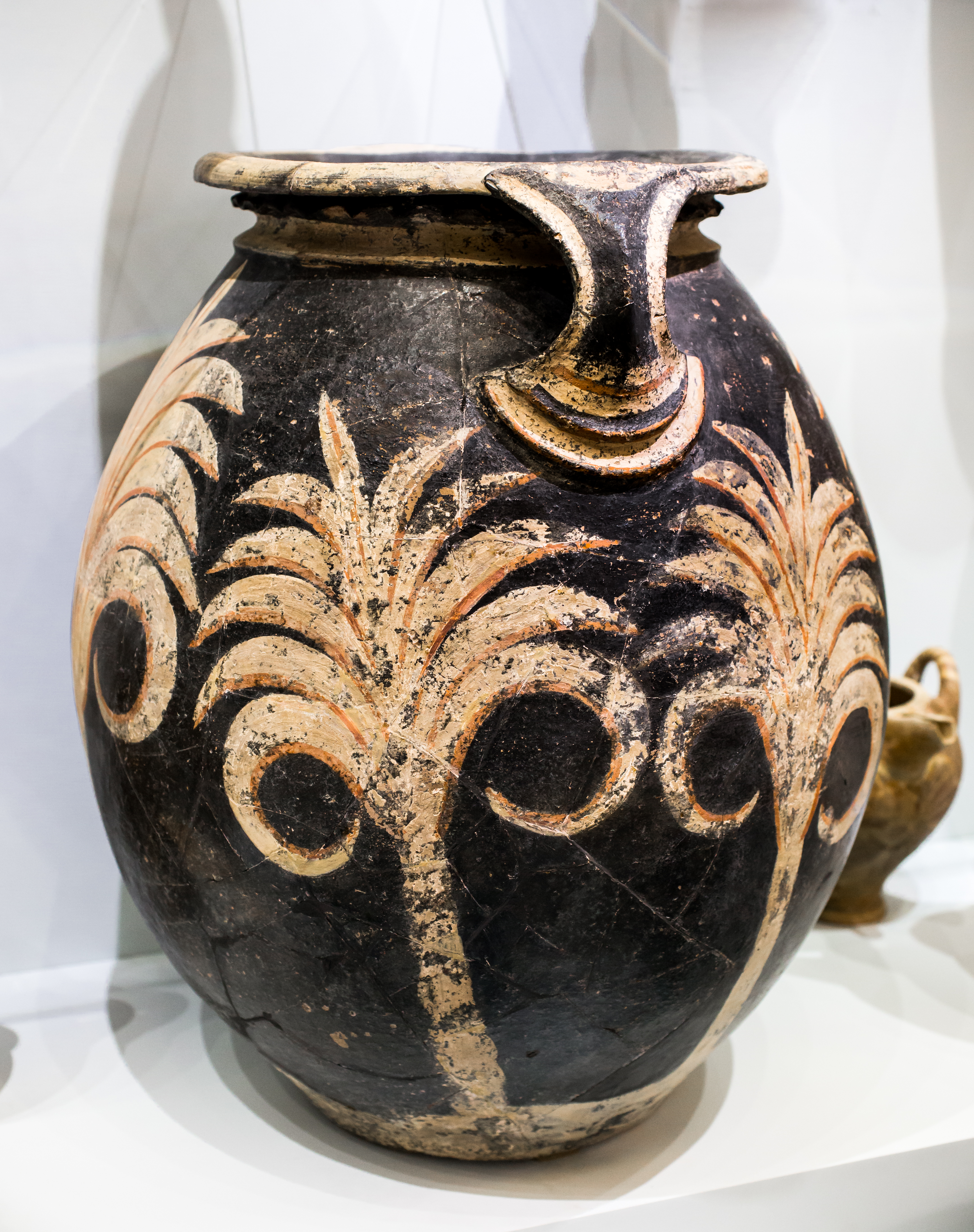
Амфора «камарес» из Кносского дворца

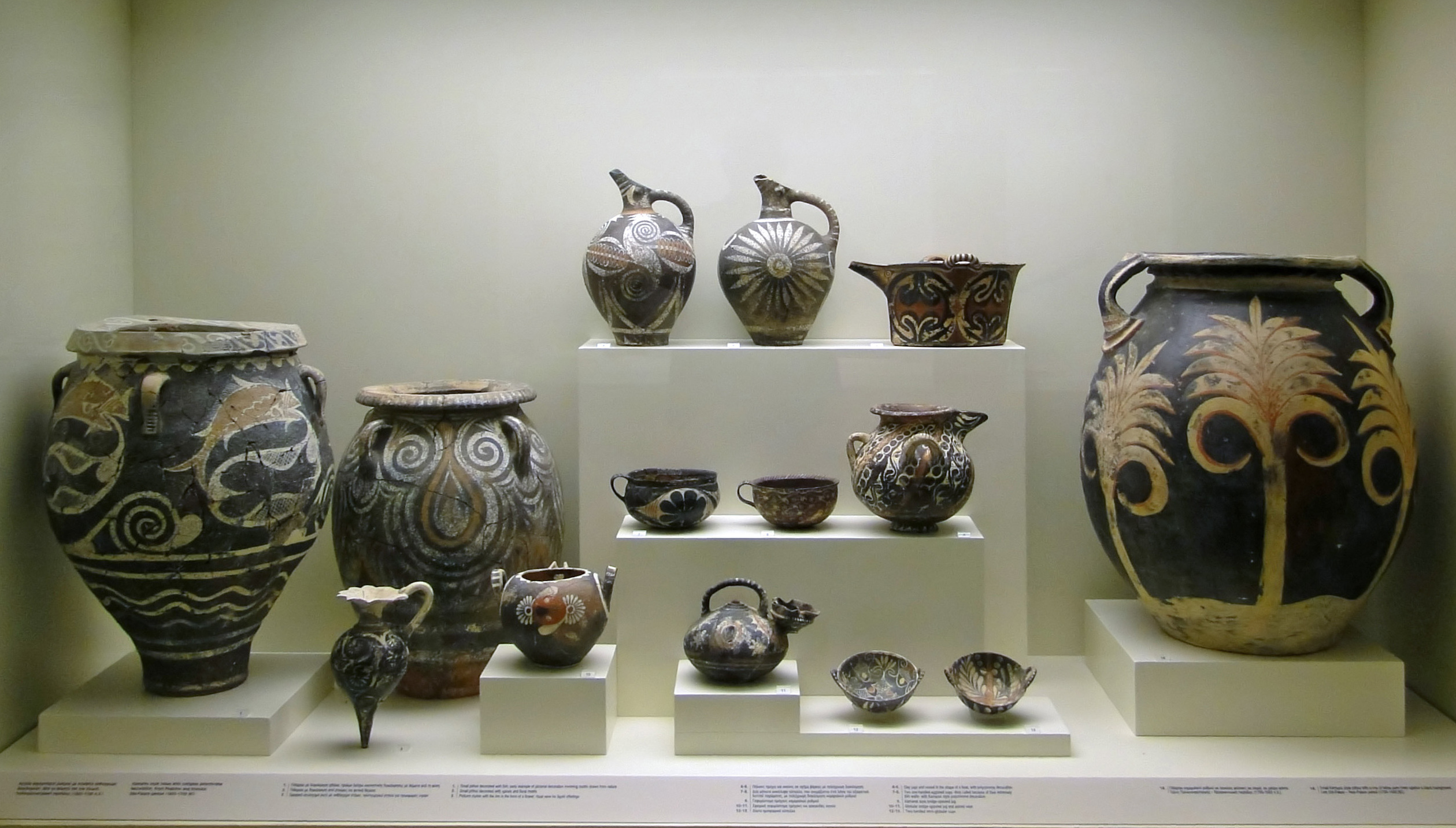
Вазы «Камарес». Археологический музей, Ираклион, Крит

Кама́рес (греч. κάμαρες, от греч. κάμαρα — свод, пещера) — разновидность и стиль росписи древнегреческих керамических изделий средне-минойского, или раннедворцового, периода (1900—1700 гг. до н. э.). Название дано по имени поселения Камарес на острове Крит, «на склоне горы Ида, в пещере близ которого были найдены наиболее яркие образцы среднеминойской керамики».
Предметы подобного рода: вотивные статуэтки, сосуды, чаши, изготовленные критскими мастерами, находят в раскопках в Малой Азии, Сирии, Египте, Северной Африке. В основном это тонкостенные амфоры и амфориски. Маленькие чашечки «камарес» из-за характерной формы называют «яичная скорлупа». Орнамент нанесён светлой глиной (ангобом) по тёмному глазурованному фону. Штрих, в отличие от росписей предыдущего периода геометрического стиля, становится более свободным, живописным. Основные мотивы: кривые линии, спирали, кружки, завитки, узоры предельно стилизованных растений: листьев, чашечек цветков. Встречаются пальметты и мотивы волны. Помимо белой использовали жёлтую, оранжевую и ярко-красную краски.
Орнамент, не так жёстко, как в геометрическом стиле, но согласуется с формой сосуда, имеет свою архитектонику. Об этом свидетельствует характерный приём: горловина сосуда совпадает с одной из розеток или рисунком волны. Типичны «бегущие орнаменты» с повторяющимся наклоном в одну сторону, ритмические повторы чередующихся элементов. Крупные узоры согласуются не столько с замкнутым объёмом сосуда, сколько с внутренним и наружным пространством, что является выражением принципов живописности и открытости формы. Интересны приёмы лепного декора — барботина, имитирующего верёвки, которыми как бы обвязан сосуд, или капельки масла, стекающие по его стенкам, лепные фигурки птиц, присевших на его край, или фигурки внутри сосуда, которые становятся видны по мере его опорожнения.
«Стиль камарес» совершенен своей простотой и естественностью декора. Это одна из вершин искусства керамики. Однако дальнейшее развитие технологии, улучшение качества глины и тонкости росписи постепенно привели к упадку этого стиля, сменившегося ещё более живописными формами. Следующий этап развития искусства росписи крито-микенской керамики представляет знаменитая «Ваза с осьминогом» (ок. 1500 г. до н. э.).